# Унструт-Хайних (район)
Унструт-Хайних (нем. Unstrut-Hainich) — район в Германии. Центр района — город Мюльхаузен. Район входит в землю Тюрингия. Занимает площадь 975,48 км². Население — 113 962 чел. Плотность населения — 117 человек/км².
Официальный код района — 16 0 64.
Район подразделяется на 47 общин.

## Города и общины
Города
1. Бад-Лангензальца (18 689)
2. Бад-Тенштедт (2 665)
3. Мюльхаузен (37 285)
4. Шлотайм (4 141)

Объединения общин
Управление Бад-Тенштедт
1. Бад-Тенштедт (2 665)
2. Бальхаузен (964)
3. Брухштедт (285)
4. Хауссёммерн (244)
5. Хорнзёммерн (162)
6. Кирххайлинген (863)
7. Клетштедт (237)
8. Куцлебен (695)
9. Миттельзёммерн (248)
10. Зундхаузен (388)
11. Тотлебен (165)
12. Урлебен (464)

Управление Хильдебрандсхаузен/Ленгенфельд-унтерм-Штайн
1. Хильдебрандсхаузен (419)
2. Ленгенфельд-унтерм-Штайн (1 306)
3. Родеберг (2 238)

Управление Унструт-Хайних
1. Альтенготтерн (1 119)
2. Флархгайм (488)
3. Гроссенготтерн (2 332)
4. Херольдисхаузен (211)
5. Мюльферштедт (719)
6. Шёнштедт (1 461)
7. Веберштедт (600)

Управление Фогтай
1. Каммерфорст (898)
2. Лангула (1 111)
3. Нидердорла (1 425)
4. Обердорла (2 283)
5. Опперсхаузен (371)

Управление Шлотайм
1. Ботенхайлинген (493)
2. Иссерсхайлинген (135)
3. Клайнвельсбах (137)
4. Кёрнер (1 892)
5. Марольтероде (357)
6. Нойнхайлинген (524)
7. Обермелер (1 032)
8. Шлотайм (4 141)

Общины
1. Анроде (3 540)
2. Дюнвальд (2 498)
3. Хербслебен (3 161)
4. Гросфаргула (780)
5. Хайероде (2 431)
6. Катариненберг (3 069)
7. Ментерода (2 408)
8. Унструтталь (3 534)
9. Вайнберген (3 324)